# Archytas trinitatis
Archytas trinitatis là một loài ruồi trong họ Tachinidae.